# Emma Hewitt
Emma Louise Hewitt (* 28. dubna 1988 v Geelong, Austrálie) je zpěvačka-skladatelka a vokalistka žijící v Amsterdamu. Věnuje se především Elektronické hudbě, zejména pak žánru Trance.

## Život a kariéra

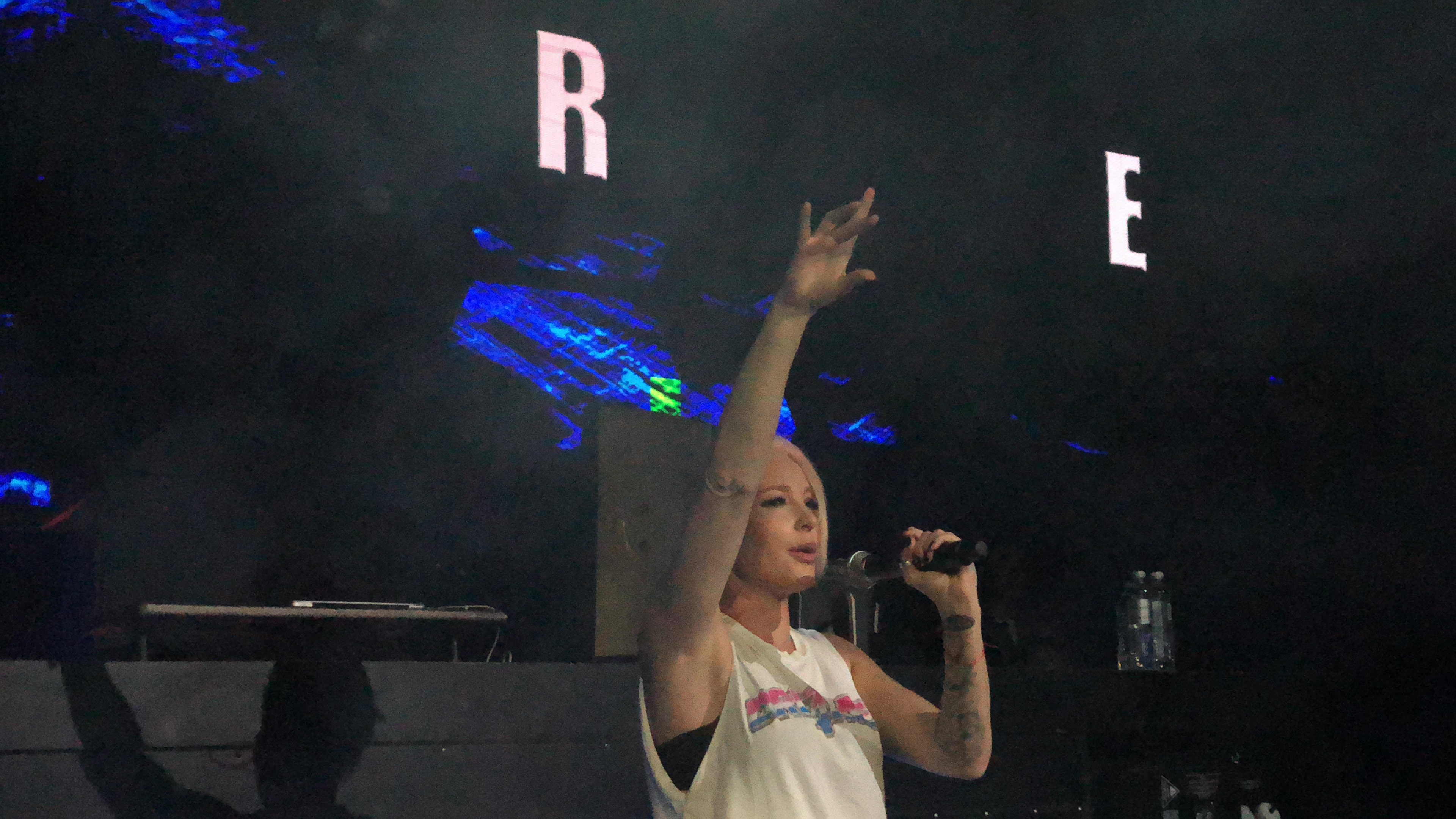
Emma Hewitt v Pure Night Club, 2018

Přestože má své hudební kořeny v rockové hudbě, vydala svůj debutový singl v roce 2007 na poli progressive house. Skladba Carry Me Away vznikla ve spolupráci s britským DJem Chrisem Lakem. Singl dosáhl na 11. místo v hitparádě ve Španělsku a také na 12. místo ve Finsku. Singl se držel celkem 50 týdnů v žebříčku Billboard Hot Dance Airplay ve Spojených státech a dosáhl prvního místa v prosinci 2007.
Po úspěchu jejího prvního singlu spolupracovala s různými producenty jako jsou Cosmic Gate, Gareth Emery, Dash Berlin a Ronski Speed. Singl Waiting, který vydala společně s Dash Berlinem v roce 2009, skončil na 25. místě v Belgickém žebříčku singlů. V rádiové show Armina van Buurena "A State of Trance" byl singl zvolen posluchači celkovým počtem 2109 hlasů za druhou nejlepší skladbu roku 2009. Na International Dance Music Awards 2010 byla skladba Waiting oceněna jako nejlepší HiNRG/Euro Track. Emma byla také dvakrát nominována v kategorii Best Trance Track se skladbami Waiting a Not Enough Time.
Mimo jiné se stala hlavní zpěvačkou v australské rockové skupině Missing Hours, se kterou vydala stejnojmenné debutové album v říjnu 2008. Skupina kterou založila se svým bratrem Anthonym není v současnosti aktivní, jelikož oba dva nyní žijí v Evropě a oba pracují jako skladatelé elektronické taneční hudby.

## Diskografie
S Missing Hours
- 2008 - Missing Hours

Jako Emma Hewitt
- 2012 - Burn the Sky Down

Singly
- 2012 - Colours
- 2012 - Miss You Paradise
- 2012 - Still Remeber You (Stay Forever)
- 2012 - Foolish Boy
- 2012 - Rewind
- 2013 - Crucify

Spolupráce
- 2007 - Chris Lake feat. Emma Hewitt – Carry Me Away
- 2009 - Cosmic Gate feat. Emma Hewitt – Not Enough Time
- 2009 - Serge Devant feat. Emma Hewitt – Take Me With You
- 2009 - Dash Berlin feat. Emma Hewitt – Waiting
- 2010 - Ronski Speed pres. Sun Decade feat. Emma Hewitt – Lasting Light
- 2010 - Marcus Schössow & Reeves feat. Emma Hewitt – Light
- 2010 - Gareth Emery with Emma Hewitt – I Will Be the Same
- 2010 - Lange feat. Emma Hewitt – Live Forever
- 2011 - Dash Berlin feat. Emma Hewitt – Disarm Yourself
- 2011 - Allure feat. Emma Hewitt – No Goodbyes
- 2011 - Allure feat. Emma Hewitt – Stay Forever
- 2011 - Micky Slim feat. Emma Hewitt - Tonight
- 2011 - Cosmic Gate feat. Emma Hewitt - Be Your Sound
- 2011 - Armin van Buuren feat. Emma Hewitt - Colours Remix
- 2012 - Emma Hewitt - Miss You Paradise
- 2013 - Armin van Buuren feat. Emma Hewitt - Forever Is Ours (20. v žebříčku A State Of TranceTop 20 pro rok 2013)